# Fritz Platten

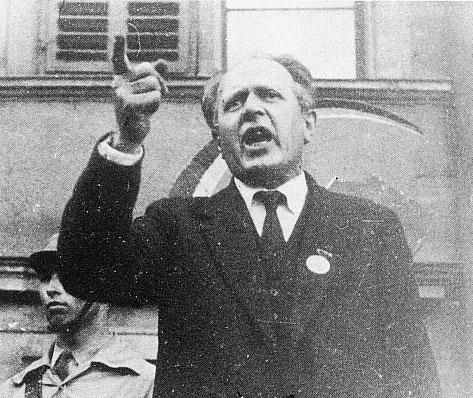
Fritz Platten, ca. 1930.

Fritz Platten (8 de julho de 1883 — 22 de abril de 1942) foi um comunista suíço, nascido no cantão de São Galo em uma família católica antiga.

## Carreira
Após o colapso da Segunda Internacional, Platten juntou-se ao Movimento Zimmerwald e tornou-se comunista.
É mais conhecido por ter sido o principal organizador da viagem de regresso de Lenin do exílio na Suíça, de volta para a Rússia após a Revolução de Fevereiro. Devido à Primeira Guerra Mundial, a viagem não foi facilmente organizada, mas Lenin e sua empresa viajaram pela Alemanha em um trem ferroviário selado. Eles então levaram a balsa para a Suécia e foram saudados em Estocolmo pelos líderes comunistas suecos Otto Grimlund, Ture Nerman, Carl Lindhagen e Fredrik Ström, que junto com Platten ajudaram a planejar a viagem. A viagem de trem continuou no norte da Suécia e na Finlândia de volta à Rússia e a São Petersburgo.
Participou da fundação da Internacional Comunista e, como representante do Partido Comunista Suíço, passou muito tempo na União Soviética.
Esteve presente quando o carro de Lenin foi atacado em Petrogrado em 1º de janeiro de 1918. Os dois estavam andando na parte de trás do carro depois de ter dado um discurso público na Escola de Equitação de Miguel. Quando o tiroteio começou "Platten agarrou Lenin pela cabeça e o empurrou para baixo ... Sua mão estava coberta de sangue, tendo sido atingido de raspão por uma bala enquanto estava protegendo Lenin".

## Vida pessoal
Platten foi casado com Berthe Zimmermann (1902-1937), também suíça. Em 1935, ela trabalhou para a DLI em Moscou como chefe da seção de correio na sede da DLI, ou Departamento de Ligação Internacional, a seção mais secreta do Comintern.

## Morte
Platten tornou-se vítima do Grande Expurgo da década de 1930. Ele foi preso em 1938 e mudou-se para um campo de prisão perto de Nyandoma em 1939, onde foi baleado em 22 de abril de 1942. Foi reabilitado após a morte de Stalin.